# Józef Korczak

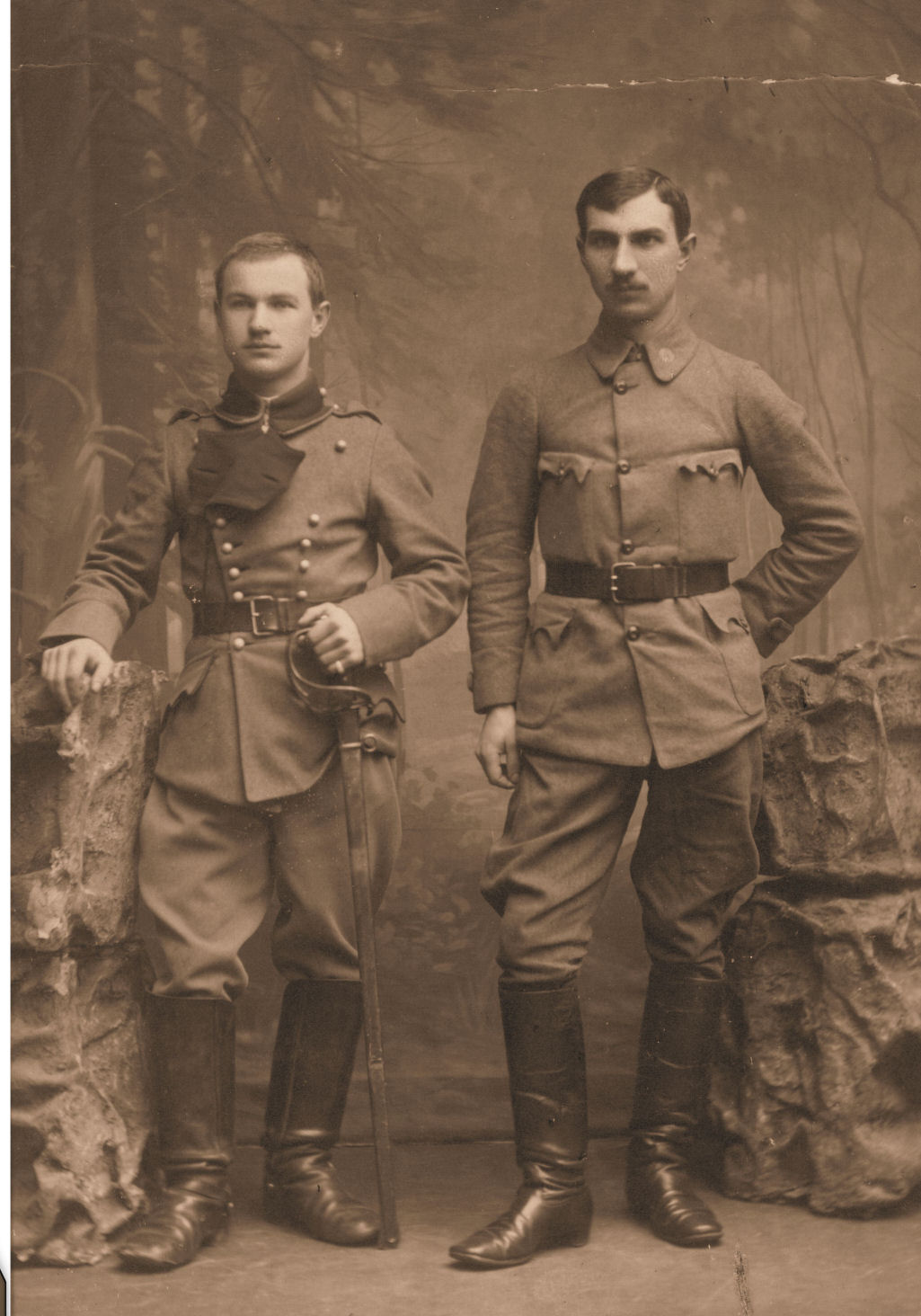
Stanisław Korczak (z lewej) w 1. Pułku Ułanów Legionów Polskich i Józef Korczak w VI batalionie I Brygady. Zdjęcie prawdopodobnie z późnej jesieni 1915 (Ze zbiorów rodzinnych)

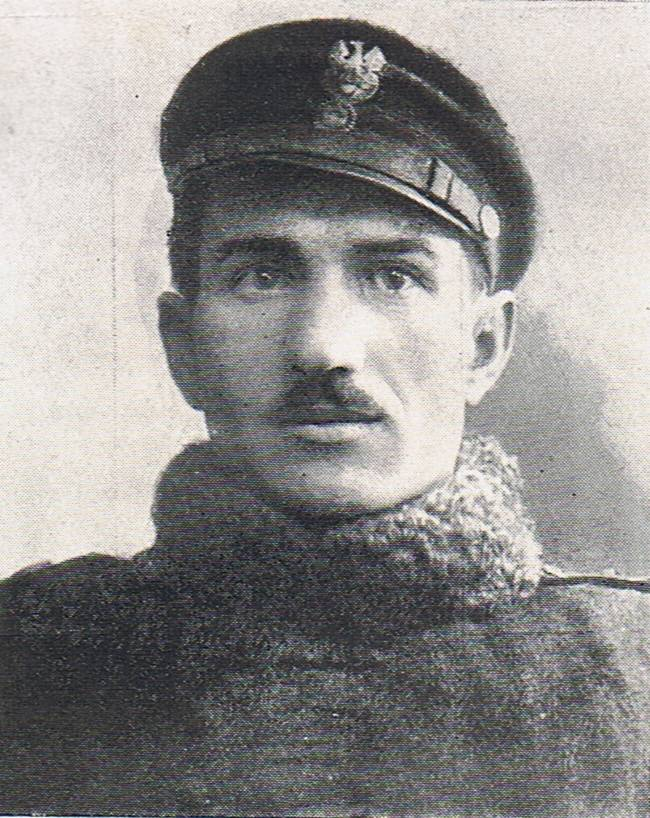
Józef Korczak prawdopodobnie ok. 1915 r.

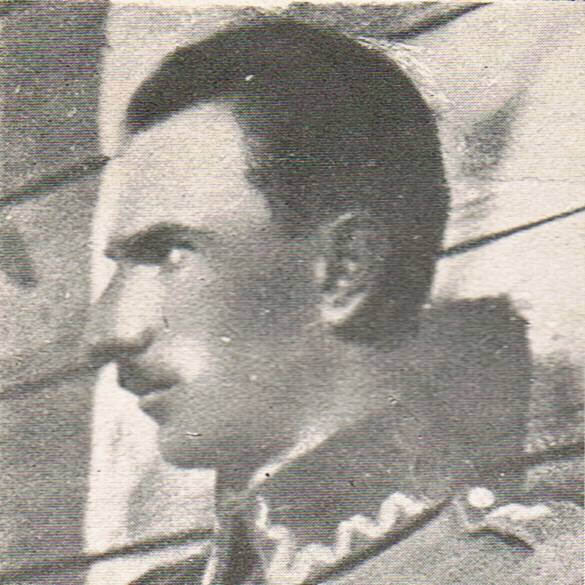
Józef Korczak w czasie służby w WP

Józef Korczak ps. Piotr (ur. 9 stycznia 1891 w Dąbrówce, zm. 18 października 1920 w Wilnie) – poeta, legionista, porucznik Wojska Polskiego, uczestnik I wojny światowej i wojny polsko-bolszewickiej, kawaler Krzyża Srebrnego Orderu Wojskowego Virtuti Militari.

## Życiorys
Urodzony we wsi Dąbrówka w powiecie janowskim ziemi lubelskiej, w niezamożnej rodzinie chłopskiej, syn Jana i Rozalii (odznaczonej Krzyżem Niepodległości z Mieczami za działalność w POW). Uczęszczał do szkoły w Siedlcach i Prywatnej Szkoły Filologicznej im. Staszica w Lublinie. 
W 1910 wstąpił do wpływowej w tym czasie Organizacji Młodzieży Narodowej, a w 1913 do Związku Strzeleckiego. W momencie wybuchu wojny był uczniem klasy maturalnej gimnazjum im. Staszica w Lublinie. W nieznanych okolicznościach przejściowo został aresztowany 2 grudnia 1912 i więziony w Lublinie do początku 1913. 

### Lotny Oddział Wojsk Polskich
Tuż przed przystąpieniem do egzaminu maturalnego, w listopadzie 1914 zaproponowano mu wstąpienie do tworzonego detaszowego oddziału I Brygady Legionów Polskich, który rozpoczynał akcje dywersyjne i terrorystyczne na tyłach armii rosyjskiej, występując pod nazwą Lotnego Oddziału Wojsk Polskich. Komendantem oddziału został Jan Bielawski „Mikita”, jego zastępcą Józef Kobiałko „Walek”. Pierwszymi członkami oddziału oprócz najmłodszego Korczak byli: Kazimierz Bagiński „Florek”, Stanisław Jarecki „Jarosław”, Tadeusz Szturm de Sztrem „Mały”, Tadeusz Herfurt „Armak”, a nieco później Adam Landy „Niedzielski” – wszyscy członkowie PPS.
Już po pierwszych akcjach (8 grudnia 1914 w Bełżycach – konfiskata na poczcie i urzędzie gminy ponad 2 tysięcy rubli i zniszczenie list poborowych, koniec grudnia pod Tłuszczem – wysadzenie torów kolejowych, luty 1915 w Łęcznej) Korczak stał się niebawem jednym z najczynniejszych jego żołnierzy, ujawniając odwagę osobistą i determinację. Zyskał tak duży autorytet, że na akcję przeprowadzoną w maju 1915 roku w fortach Brześcia pod jego dowództwem poszli m.in. Tadeusz Żuliński „Roman” (komendant naczelny POW) i Józef Kobiałko (komendant Centralnego Oddziału Lotnego POW). W wielu akcjach brał także udział młodszy brat Józefa Stanisław Korczak.
Po rozwiązaniu oddziału Korczak objął w kwietniu 1915 Okręg Siedlecki Polskiej Organizacji Wojskowej (POW), w którym po wycofaniu się armii rosyjskiej zmobilizował dwa plutony podkomendnych i wraz z nimi zameldował się w dowództwie walczącej na froncie I Brygady. Po jesiennej kampanii wołyńskiej, którą odbył w szeregach VI Baonu, 1 pułku piechoty Legionów, na skutek choroby (zapalenia płuc), przebywał w szpitalu. Po powrocie w 1916 do baonu został skierowany do służby w okręgu płockim POW, gdzie pełnił obowiązki komendanta okręgu, a potem został zastępcą komendanta okręgu.

### Pogotowie Bojowe PPS
W czasie służby w Oddziale Lotnym i w I Brygadzie zetknął się ze środowiskiem członków byłej Organizacji Bojowej Polskiej Partii Socjalistycznej (PPS) z lat rewolucji 1905–1907 i pod ich wpływem wstąpił do PPS. W kwietniu 1917 kierownictwo organizującego się Pogotowia Bojowego PPS wyreklamowało Korczaka z POW i powołało go do składu Wydziału Pogotowia. W okresie powstawania Pogotowia, na tle współpracy z POW dochodziło do sporów z Centralnym Komitetem Robotniczym PPS, co m.in. spowodowało postawienie Korczaka i Fabierkiewicza pod sąd partyjny za prowadzenie rozmów z POW bez wiedzy i zgody kierownictwa PPS.

W Pogotowiu Korczak, od stycznia 1918 pełnił funkcje szefa sztabu, a faktycznie dowódcy Pogotowia. Działał jako organizator i kierownik ważniejszych akcji bojowych w latach 1917–1918 m.in. dowodził akcją ekspropriacyjną pod Radzyminem w 1917, gdzie zdobyto 100 tys.marek, w lutym 1918 w celu ułatwienia zorganizowania strajku powszechnego w Warszawie, dokonał wysadzenia transformatora na Woli w Warszawie unieruchamiając komunikacje tramwajową w mieście, zaś latem i jesienią 1918 kierował przygotowaniami do zamachu na dr Ericha Schultze, naczelnika niemieckiej policji politycznej w Warszawie (osobiście uczestniczył w jednym nieudanym zamachu we wrześniu 1918). Jak wspominał w 1938 Tadeusz Szturm de Sztrem:

Nie czas dziś jeszcze na ocenę roli, jaką była udziałem poszczególnych członków Pogotowia w poszczególnych w przełomowych latach 1917-1918. Gdy jednak w przyszłości sięgnie historyk do dziejów tej organizacji napotka wśród imion twórców i kierowników Pogotowia przede wszystkim imię Józefa Korczaka - "Piotra", który był żywym świadectwem tego, że w nowym pokoleniu rewolucjonistów odrodziły się chlubne tradycje bohaterskiej Organizacji Bojowej Polskiej Partii Socjalistycznej z czasów rewolucji 1905-7. Bo właśnie Józef Korczak przykładem osobistym, swoją wielką prostotą, swoim spokojem w obliczu niebezpieczeństwa pociągał za sobą młodszych towarzyszy, by tam gdzie trzeba gotowi byli oddać swe życie za sprawę

13 listopada 1918 w trakcie demonstracji PPS na rzecz wsparcia rządu Ignacego Daszyńskiego, obok: Mieczysława Mańkowskiego, Antoniego Purtala, Karola Andersa, Haliny Chełmickiej, Zygmunta Zaremby i Tadeusza Szturm de Sztrema znalazł się w delegacji, która za zgodą Józefa Piłsudskiego zawiesiła czerwony sztandar Pogotowia Bojowego PPS na wieży Zamku Królewskiego w Warszawie
W listopadzie 1918 został członkiem Milicji Ludowej PPS i mianowany komendantem głównym. Po upaństwowieniu Milicji PPS w grudniu 1918 wstąpił do Wojska Polskiego. Skierowano go na stanowisko głównego inspektora Komendy Głównej Milicji Ludowej w stopniu podporucznika. Po likwidacji Milicji w lipcu 1919 przeszedł do Biura Prasowego Ministerstwa Spraw Wojskowych. W tym czasie zdał maturę, podjął studia w Wolnej Wszechnicy Polskiej, oraz podjął działalność literacką. Był w tym czasie pełnił również funkcję członka Wydziału Wojskowego PPS.

### Wojna polsko-bolszewicka
W połowie 1920 zgłosił się do frontowej służby w 201 pułku piechoty, w którym objął dowództwo plutonu. Wraz z pułkiem brał udział w zajęciu przez oddział generała Lucjana Żeligowskiego Wilna, a potem jako dowódca kompanii, w walkach na froncie litewsko-polskim. Dnia 18 października 1920 r. poległ pod Michniszkami (lit. Mikniškės) w pobliżu Nowych Trok w ziemi wileńskiej. Był odznaczony pośmiertnie Orderem Virtuti Militari V kl. i 19 grudnia 1930 r. Krzyżem Niepodległości z Mieczami. Ciało Józefa Korczaka zostało przetransportowane do Warszawy i złożone najpierw na Cmentarzu Wojskowym na Powązkach, a 29 października 1920 roku przeniesione na cmentarz Powązkowski (kwatera 233–5/6–3/4).
Żona Wanda Korczak, z domu Damrosz, także była działaczką niepodległościową, w 1931 roku została odznaczona Krzyżem Niepodległości z Mieczami. Józef Korczak był towarzyszem i przyjacielem m.in. Tadeusza Hołówki, Andrzeja Struga, Adama Koca, Tadeusza Szturm de Sztrema.

## Twórczość
- 1921 Wskazania przyszłości[8], Wyd. Spółdzielni Wydawniczej "Związku Strzeleckiego", Bibljoteka Strzelca L. 2, Warszawa 1921, reprint[9].
- 1922 Przed świtem[10] – zbiór pośmiertnie wydanej poezji, reprint[11].

## Ordery i odznaczenia
- Krzyż Srebrny Orderu Wojskowego Virtuti Militari nr 5858[12]
- Krzyż Niepodległości z Mieczami – pośmiertnie[12]
- Krzyż Walecznych – pośmiertnie[12]
- Krzyż Zasługi Wojsk Litwy Środkowej[12]